# Annie Golden
Annie Golden (New York, 19 ottobre 1951) è un'attrice e cantante statunitense.

## Biografia
Dai primi anni settanta è la cantante principale della band newyorchese The Shirts, fino al loro scioglimento nel 1981.
Debutta sul grande schermo nel 1979 con il ruolo di Jeannie Ryan, una dei protagonisti di Hair, trasposizione cinematografica di successo diretta da Miloš Forman del già famoso musical rock omonimo. Nonostante il grande successo del film, l'attrice non interpreterà altri ruoli cinematografici o televisivi fino al 1985, anno in cui prende parte a tre film ed una serie-tv, Miami Vice, per tre episodi. Due anni dopo affianca Alec Baldwin in Forever, Lulu e Diane Keaton in Baby Boom.
Nel 1995 "diventa" tassista per Terry Gilliam in L'esercito delle 12 scimmie.
Dal 2013 la sua notorietà è rilanciata dalla partecipazione fissa alla serie televisiva statunitense prodotta da Netflix Orange Is The New Black, in cui ricopre il ruolo della misteriosa e bizzarra detenuta Norma Romano.
Ha inoltre recitato in alcuni musical di Broadway, tra cui Xanadu e Assassins.

## Filmografia parziale

### Cinema
- Hair, regia di Miloš Forman (1979)
- Cercasi Susan disperatamente (Desperately Seeking Susan), regia di Susan Seidelman (1985)
- Prostituzione (Streetwalkin), regia di Joan Freeman (1985)
- Amore di strega (Love at Stake), regia di John Moffitt (1987)
- Baby Boom, regia di Charles Shyer (1987)
- Che mi dici di Willy? (Longtime Companion), regia di Norman René (1989)
- L'esercito delle 12 scimmie (12 Monkeys), regia di Terry Gilliam (1995)
- Vizio di famiglia (It Runs in the Family), regia di Fred Schepisi (2003)
- Colpo di fulmine - Il mago della truffa (I Love You Phillip Morris), regia di Glenn Ficarra, John Requa (2009)

### Televisione
- Miami Vice – serie TV, 2 episodi (1986)
- Cin Cin (Cheers) – serie TV, 4 episodi (1989-1992)
- Law & Order - Unità vittime speciali (Law & Order: Special Victims Unit) – serie TV, episodio 7x14 (2006)
- Orange Is the New Black – serie TV, 46 episodi (2013-2019)
- Run - Fuga d'amore (Run) – serie TV, episodio 1x01 (2020)
- Evil – serie TV, episodio 3x04 (2022)
- La fantastica signora Maisel (The Marvelous Mrs. Maisel) – serie TV, episodi 5x02-5x04-5x05 (2023)
- Étoile – serie TV, episodio 1x07 (2025)
- And Just Like That... – serie TV, episodio 3x04 (2025)

## Doppiatrici italiane
Nelle versioni in italiano delle opere in cui ha recitato, Annie Golden è stata doppiata da: 
- Simona Izzo in Hair
- Solvejg D'Assunta in Miami Vice
- Silvia Tortarolo ne La fantastica signora Maisel
- Graziella Polesinanti in And Just Like That...